# Amateur Night at the Dixie Bar and Grill
Amateur Night at the Dixie Bar and Grill es un telefilme estadounidense de comedia, drama y musical de 1979, dirigido por Joel Schumacher, que a su vez lo escribió, musicalizado por Bradford Craig, en la fotografía estuvo Ric Waite y los protagonistas son Victor French, Candy Clark y Louise Latham, entre otros. Este largometraje fue realizado por Motown Productions y Universal Television; se estrenó el 8 de enero de 1979.

## Sinopsis
Se pueden ver las dificultades, incidentes y la relación entre los empleados, clientes y participantes de un show de talentos que se hace frecuentemente en un bar country-western.